# Bataille au-delà des étoiles
Pour plus de détails, voir Fiche technique et Distribution.
Bataille au-delà des étoiles (The Green Slime, ガンマー第3号 宇宙大作戦 Ganmā Daisan Gō: Uchū Daisakusen, ou Gamma 3: Operation Outer Space) est un film italo-nippo-américain réalisé par Kinji Fukasaku, sorti en 1968.

## Synopsis
Dans un futur proche, l'astéroïde Flora menace de percuter la Terre. Un astronaute dur-à-cuire, Jarck Rankin (Robert Horton) est envoyé prendre la direction de la station spatiale Gamma 3 de l'United Nations Space Command pour y organiser la destruction de l'astéroïde. Mais la station est commandée par Vince Elliott (Richard Jaeckel), un de ses anciens amis, avec lequel il est maintenant brouillé et qui se prépare à épouser une femme qu'il a aimée (Luciana Paluzzi). La mission commence bien : l'équipe envoyée sur l'astéroïde réussit à y placer des charges et à le faire sauter. Mais l'un de ses membres, le docteur Halvorsen (Ted Gunther), rapporte à son insu, collé à sa combinaison spatiale, une particule de matière vivante verte et visqueuse (« the Green Slime » du titre). Celle-ci commence à se multiplier grâce à l'électricité dont elle se nourrit : des monstres meurtriers surgissent et la situation devient incontrôlable. Les hommes sont rapidement contraints d'évacuer une partie de la station, puis celle-ci tout entière, avant de la détruire. Dans ces circonstances tragiques, les personnages de Jack Rankin, inflexible, et de Vince Elliott, plus humain, s'opposent, avant de rivaliser d'héroïsme au moment crucial.

## Fiche technique
- Titre français : Bataille au-delà des étoiles
- Titre original : The Green Slime
- Autre titre : ガンマー第3号 宇宙大作戦 Ganmā Daisan Gō: Uchū Daisakusen (titre japonais) — Gamma 3: Operation Outer Space (titre américain pour la sortie japonaise)
- Réalisation : Kinji Fukasaku
- Scénario : Bill Finger, Tom Rowe et Charles Sinclair, d'après un roman d'Ivan Reiner
- Musique : Charles Fox & Toshiaki Tsushima
- Photographie : Yoshikazu Yamasawa
- Montage : Osamu Tanaka
- Production : Walter Manley & Ivan Reiner
- Sociétés de production : Metro-Goldwyn-Mayer, Ram Films Inc., Southern Cross Feature Film Company, Lun Film & Toei Company
- Société de distribution : Metro-Goldwyn-Mayer
- Pays :  Italie,  Japon,  États-Unis
- Langue : Anglais
- Format : Couleur - Mono - 35 mm - 2.35:1
- Genre : Science-fiction
- Durée : 77 min (Japon) 90 min (États-Unis)
- Dates de sortie :
  - Japon : 19 décembre 1968
  - États-Unis : 21 mai 1969
  - France : 8 novembre 1972

## Distribution
- Robert Horton (VF : Jean-Claude Balard) : Le commandant Jack Rankin
- Luciana Paluzzi (VF : Julia Dancourt) : Dr. Lisa Benson
- Richard Jaeckel (VF : Philippe Mareuil) : Le commandant Vince Elliott
- Bud Widom (VF : Michel Gudin) : Le général Thompson
- Ted Gunther (VF : Hubert Noël) : Dr. Hans Halvorsen
- Robert Dunham (VF : Robert Bazil) : Le capitaine Martin
- Jack Morris (VF : Jacques Richard) : Le lieutenant Morris

## Production
Produit en 1968, sous le titre Battle Beyond the Stars, le film a été tourné au Japon avec une équipe surtout américaine d'acteurs de série B, dont Robert Horton (le commandant Jack Rakin) et Richard Jaeckel (le commandant Vince Elliott), tandis que l'actrice italienne Luciana Paluzzi, James Bond girl d'Opération Tonnerre (1965), jouait le docteur Lisa Benson.
Le film a été écrit par un groupe de scénaristes actifs à cette époque à la télévision et dans les séries B : Charles Sinclair, qui avait écrit des épisodes de la série télévisée Batman (1966-1968), Bill Finger, co-créateur non crédité du personnage de Batman, et Tom Rowe. Ivan Reiner, co-scénariste d'I criminali della galassia d'Antonio Margheriti (1965) et d'autres films de science-fiction italiens des années 1960, est crédité pour l'histoire. Le réalisateur Kinji Fukasaku, à l'époque un directeur des programmes fiable et dynamique, était déjà connu pour les films de gangster nihilistes qui le rendraient plus tard célèbre (Combat sans code d'honneur en 1973, Le Cimetière de la morale en 1975) ; il imprima au film un rythme frénétique.
Les figurants américains furent recrutés parmi la communauté américaine au Japon, ainsi que des acteurs amateurs étrangers, notamment américains, turcs et allemands, dont beaucoup avaient déjà travaillé pour des réalisateurs japonais. Certains appartenaient au personnel de l'US Air Force de la base aérienne de Yokota, près de Tokyo, et plusieurs femmes étaient des mannequins américaines installées au Japon. La communication entre l'équipe japonaise et les acteurs américains fut facilitée par des traducteurs expatriés, principalement le producteur exécutif William Ross, qui avait fondé au Japon sa propre société de doublage, Frontier Enterprises.
Les effets spéciaux du film furent faits chez Japan Special Effects Co. sous la direction d'Akira Watanabe et les costumes des monstres créés par Ekisu Productions (ou "Equis Productions") ; ces deux sociétés avaient été fondées par d'anciens employés des studios Toho qui avaient travaillé avec Eiji Tsuburaya, le « Père des effets spéciaux japonais ». Des enfants jouaient la majorité des monstres.
Le thème d'ouverture psychédélique a été composé par Charles Fox, plus célèbre pour sa participation la même année aux bandes originales de The Incident et Barbarella et futur créateur du thème de la série télévisée Wonder Woman. Il a été plus tard repris par les Fuzztones (il figure sur leur album-compilation de 1989 Creatures that Time Forgot).